# Джамбей-лакханг

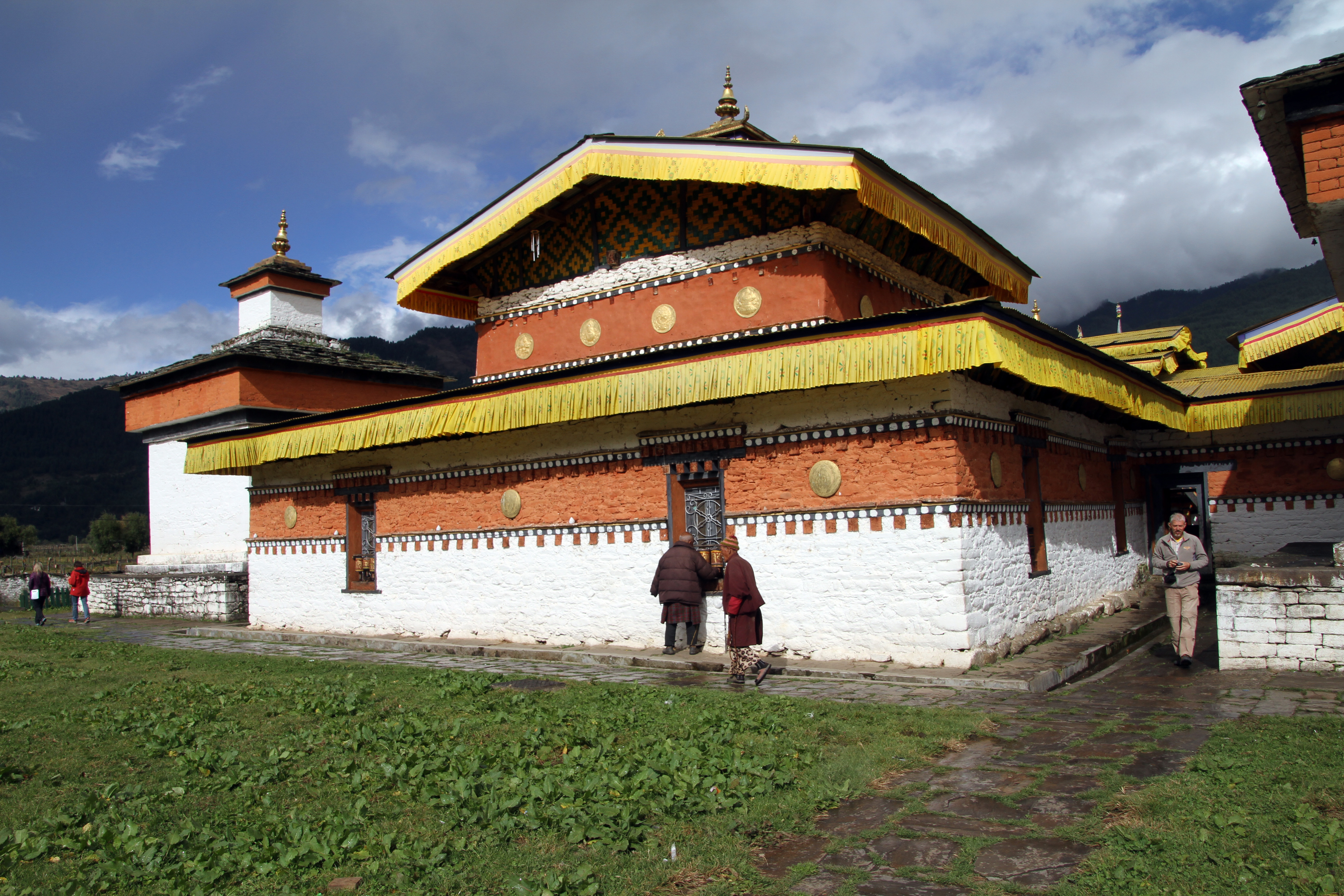
Джамбей-лакханг

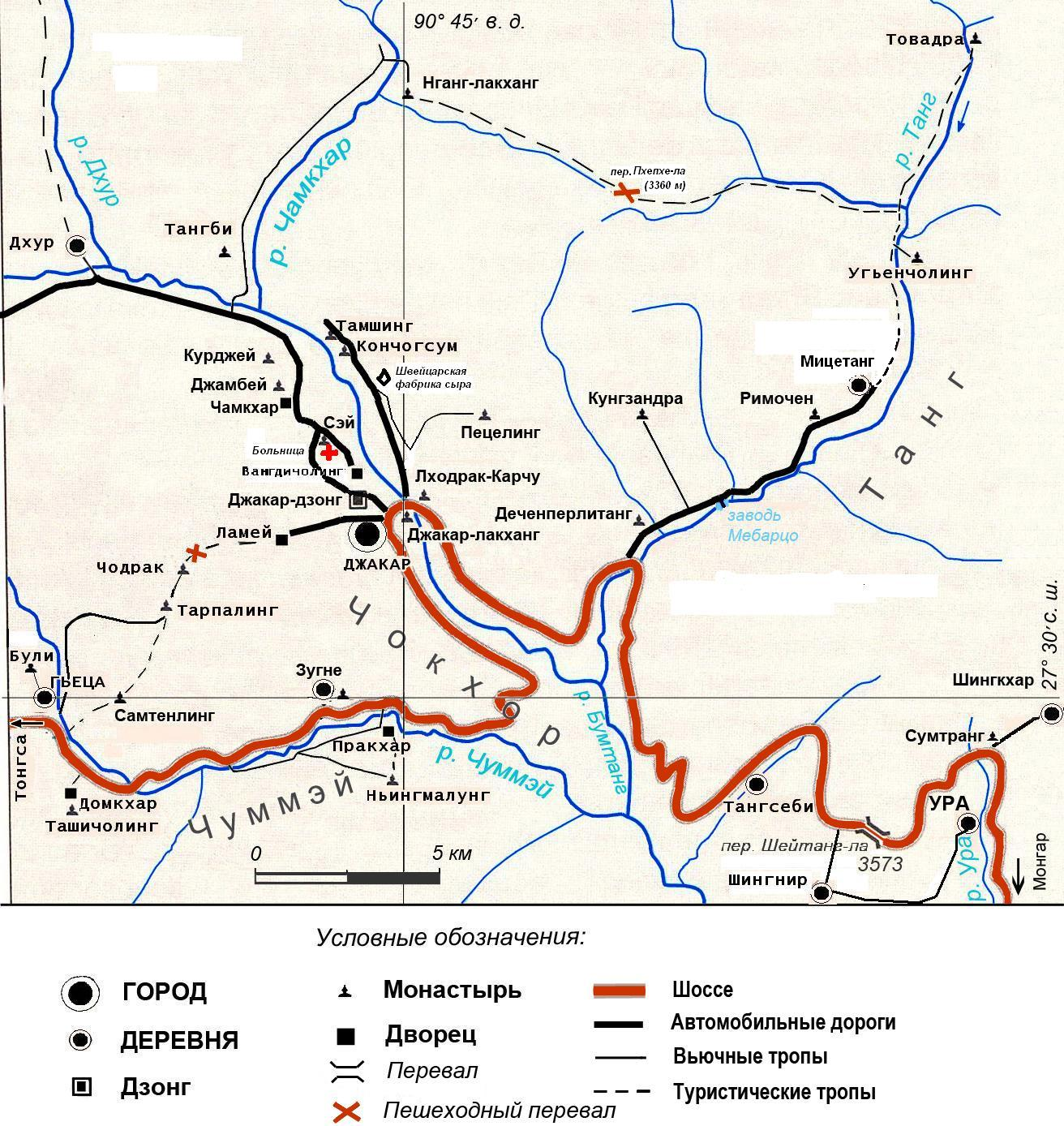
Карта центральной части Бумтанга

Джамбей-лакханг, также Джампа (дзонг-кэ བྱམས་པ་􀭨་ཁང་།, вайли byamspa lhakhang, лат. byampa lhakhang) —  буддийский монастырь (лакханг), находящийся в области Бумтанг в окрестности города Джакар в Бутане, в одном километре не доходя до монастыря Курджей-лакханг. Построен в VII веке царём Тибета Сонгцен Гампо.

## Легенда
По легенде, всю территорию Тибета и Гималаев закрывала собой гигантская демоница, мешая этим распространению буддизма. Чтобы её победить, царь Сонгцен Гампо приказал построить 108 монастырей, пригвоздив к земле все части её тела. 12 из них строились в соответствии с точными расчётами. В самом центре стоял храм Джоканг в Лхаса (предположительно 638 года). Далее три группы из четырёх монастырей на определённом расстоянии охватывали различные части тела. На территории Бутана было построено два монастыря — Кийчу-лакханг в Паро и Джамбей-лакханг, соответствующий колену демоницы. Все монастыри были возведены за один день.
Джамбей-лакхан посетил Падмасамбхава. После него храм восстанавливал также Синдху-баба, храм многократно ремонтировался и перестраивался.